# Willi Heyn
Wilhelm „Willi” Heyn (ur. 13 listopada 1910 w Gunzenhausen, zm. 31 października 1977 w Bayreuth) – niemiecki lekkoatleta, długodystansowiec, olimpijczyk.

## Życiorys
Wystąpił na igrzyskach olimpijskich w 1936 w Berlinie w biegu na 3000 metrów z przeszkodami. Awansował do finału, w którym zajął 9. miejsce.
Był mistrzem Niemiec w biegu na 3000 metrów z przeszkodami w 1935 i 1936 oraz wicemistrzem w tej konkurencji w 1938 i 1942. Jego rekord życiowy na tym dystansie wynosił 9:22,2 i pochodził z 1934. 
Od 1936 służył w Luftwaffe jako podoficer. Od października 1936 do kwietnia 1937 był ochotnikiem w Legionie Condor podczas hiszpańskiej wojny domowej.